# Saint-Christophe (Charente Marittima)
Saint-Christophe è un comune francese di 1 210 abitanti situato nel dipartimento della Charente Marittima nella regione della Nuova Aquitania.

## Società

### Evoluzione demografica
Abitanti censiti